# 国際IT資産管理者協会
国際IT資産管理者協会（こくさいアイティーしさんかんりしゃきょうかい、英: International Association of Information Technology Asset Managers、略：IAITAM）は、IT資産管理（ITAM）、ソフトウェア資産管理（SAM）、ハードウェア資産管理、IT廃棄管理、モバイル資産管理のための製品ライフサイクルプロセス（組織の規模、業界を問わず）の関連業務に従事する個人と組織のための専門組織である。
ほぼすべての業界における民間企業、公的機関がメンバーとして参加していることが特徴であり、IT資産管理に関係する商品やサービスを提供する企業はプロバイダメンバーとして参加している。また、ソフトウェア資産管理に従事する管理者個人向けの認定制度を提供している。

## 活動概要
- 情報提供：情報サイトでのIT資産管理プログラム構築、プロセス設計などの情報提供。
- 啓蒙情報：ITIL、ISO20000、ISO19770-1 などの情報提供。月刊情報誌ITAKの提供（月間発行部数約40,000部）。
- 事例：メンバーと共有するベストプラクティス（IBPL：IAITAM Best Practice Library）の開発や、ITAMに関わる知識の共有。
- SAM構築手法：IAITAMが提供するROI（投資利益率）、ベンチマーク、トレーニング、ベストプラクティスによる、すぐにSAM構築に実践できる情報の提供。
- 白書・調査研究報告書：ベンダーニュートラルなアプローチによる様々なメンバーからの情報を提供。WG21クラスCリエゾンとしてメンバーを対象に調査の支援、ISOへのフィードバックなど。
- 教育・啓発
  - Certified Software Asset Manager（CSAM）：認定ソフトウェア資産管理者講習の提供。
  - Certified Hardware Asset Management Professional（CHAMP）：認定ハードウェア資産管理者講習の提供。

### メンバー制のIT資産管理者向け教育機関
- 活動開始時期：2002年2月
- 会員数：約8,000組織 （48か国）
- 主な会員の属性（業種など）：IT資産管理者、SAM担当者、組織（企業・機関）、ITベンダー（管理ツールベンダー、IT資産管理サービスベンダーなど）
- 参加メンバー：IBM、HP、Sun、Unisys、CA、Microsoft、Adobe、Oracle、Fujitsu America、Toyota、Sony、Yahoo!、武田薬品工業など